# José Leonardo Morales
José Leonardo Morales, né le 7 juillet 1978 à El Tigre, est un footballeur international vénézuélien jouant au poste de gardien de but et évoluant au Carabobo FC en Venezuela.

## Palmarès

### En club
- Deportivo Anzoátegui
  - Vainqueur de la Coupe du Venezuela en 2009 et 2013